# Rebecca Macree
Rebecca Macree (* 19. Juni 1971 in Barking) ist eine ehemalige englische Squashspielerin.

## Karriere
Rebecca Macree, die taub zur Welt kam, war von 1990 bis 2005 auf der WSA World Tour aktiv und gewann acht Titel bei insgesamt 24 Finalteilnahmen. Ihre beste Platzierung in der Weltrangliste erreichte sie mit Rang sieben im Mai 2003.
Mit der englischen Nationalmannschaft nahm sie 2003 an der Europameisterschaft teil und gewann den Titel. Mit England nahm sie außerdem 2000 an der Weltmeisterschaft teil. Nach einem 2:1 gegen Australien im Finale gewann die Mannschaft den Titel. In der Finalpartie kam sie dabei nicht zum Einsatz.
Zwischen 1993 und 2004 stand Rebecca Macree zehnmal im Hauptfeld der Einzelweltmeisterschaft. Ihr bestes Abschneiden war der Viertelfinaleinzug 2004.

## Erfolge
- Weltmeister mit der Mannschaft: 2000
- Europameister mit der Mannschaft: 2003
- Gewonnene WSA-Titel: 8